# The Great White Hype
The Great White Hype is een Amerikaanse satirische sportfilm uit 1996 van Reginald Hudlin met in de hoofdrollen onder meer Samuel L. Jackson en Damon Wayans.
De film neemt het racisme in de bokswereld en de media op de hak. De titel verwijst naar The Great White Hope, een dramafilm uit 1970 met een enigszins vergelijkbare thematiek.

## Verhaal
Nadat wereldkampioen boksen (zwaargewicht) James "The Grim Reaper" Roper weer met gemak de zoveelste uitdager heeft gewonnen, vertelt de gewetenloze bokspromotor Fred Sultan (Samuel L. Jackson) hem dat het gevecht geen geld heeft opgeleverd. Sultan meent dat dit komt doordat het publiek het beu is om steeds naar gevechten tussen twee zwarte boksers te kijken en suggereert daarom om een blanke uitdager te zoeken. Hij komt erachter dat Roper in zijn amateurtijd verloren heeft van ene Terry Conklin (Peter Berg), die echter inmiddels gestopt is en een vredelievend bestaan leidt. Door Conklin 10 miljoen te beloven, weet Sultan hem toch over te halen. Ondertussen probeert televisiejournalist Mitchell Kane (Jeff Goldblum) de praktijken van Sultan aan de kaak te stellen.

## Rolverdeling
| Acteur            | Personage        | Opmerkingen                          |
| ----------------- | ---------------- | ------------------------------------ |
| Samuel L. Jackson | Rev. Fred Sultan | bokspromotor                         |
| Damon Wayans      | James Roper      | wereldkampioen boksen (zwaargewicht) |
| Peter Berg        | Terry Conklin    | uitdager                             |
| Jeff Goldblum     | Mitchell Kane    | televisiejournalist                  |
| Jon Lovitz        | Sol              | medewerker van Sultan                |
| Corbin Bernsen    | Peter Prince     | medewerker van Sultan                |
| Salli Richardson  | Bambi            | medewerkster van Sultan              |
| Cheech Marin      | Julio Escobar    | medewerker van Sultan                |
| Jamie Foxx        | Hassan El Ruk'n  |                                      |
| Michael Jace      | Marvin Shaabazz  | bokser                               |
| John Rhys-Davies  | Johnny Windsor   |                                      |
| Method Man        | zichzelf         |                                      |

## Achtergrond
In de film verwijst Sultan expliciet naar het beroemde gevecht tussen de zwarte Larry Holmes en de blanke Gerry Cooney op 11 juni 1982, voorafgaand waaraan de controversiële promotor Don King en zowel blanke als zwarte racisten het vuur flink hadden opgestookt.